# Florin Bratu
Florin Daniel Bratu (Boekarest, 2 januari 1980) is een Roemeens voetballer die in het aanval speelt van CS Gaz Metan Mediaș. Hij mocht ook met Roemenië 14 wedstrijden spelen, in twee wedstrijden wist hij met de bal het net van de tegenstander te vinden.

## Erelijst
- Rapid Boekarest
  - Liga 1: 1 (2002-2003)
  - Roemeense voetbalbeker: 1 (2001-2002)
  - Roemeense supercup: 2 (2002, 2003)
- Litex Lovetsj
  - Bulgarian Supercup: 1 (2010)